# Кокаия, Анета Тариеловна
Анета Тариеловна Кокаия (1914 год, село Наджахаво, Сенакский уезд, Кутаисская губерния, Российская империя — неизвестно, Абхазская АССР, Грузинская ССР) — колхозница колхоза имени Берия Наджаховского сельсовета Гегечкорского района, Грузинская ССР. Герой Социалистического Труда (1950).

## Биография
Родилась в 1914 году в крестьянской семье в селе Наджахаво Кутаисского уезда. Окончила местную школу, после которой с середины 1930-х годов трудилась рядовой колхозницей на чайной плантации в колхозе имени Берия Гегечкорского района.
В 1949 году собрала 6107 килограммов сортового зелёного чайного листа на участке площадью 0,5 гектаров. Указом Президиума Верховного Совета СССР от 21 февраля 1948 года удостоена звания Героя Социалистического Труда за «получение высоких урожаев сортового зелёного чайного листа в 1949 году» с вручением ордена Ленина и золотой медали «Серп и Молот» (№ 5238).
Этим же указом званием Героя Социалистического Труда была награждена труженица колхоза имени Берия Лена Фёдоровна Пинтурия.
В последующем переехала в Абхазскую АССР. Дата смерти не установлена.
Награды
- Герой Социалистического Труда
- Орден Ленина
- Медаль «За трудовую доблесть» (01.09.1951)